# Seann William Scott
Seann William Scott, född 3 oktober 1976 i Cottage Grove, Minnesota, är en amerikansk skådespelare. Han är mest känd som Steve Stifler (Stifmeister) i American Pie-filmerna.

## Filmografi, i urval
- 1999 – American Pie
- 2000 – Dude, Where's My Car?
- 2000 – Final Destination
- 2000 – Road Trip
- 2001 – Jay and Silent Bob
- 2001 – Evolution
- 2001 – Stjärnor utan hjärnor
- 2002 – Stark Raving Mad
- 2002 – American Pie 2
- 2003 – Old School
- 2003 – Bulletproof Monk
- 2003 – American Pie – The Wedding
- 2003 – Welcome to the Jungle
- 2005 – The Dukes of Hazzard
- 2006 – Ice Age 2 (röst)
- 2006 – Southland Tales
- 2007 – Trainwreck: My Life as an Idoit
- 2007 – Mr. Woodcock
- 2008 – The Promotion
- 2009 – Role Models
- 2009 – Balls Out: Gary The Tennis Coach
- 2009 – Ice Age 3: Det våras för dinosaurierna (röst)
- 2010 – Cop Out
- 2010 – Jackass 3D
- 2011 – Goon
- 2012 – American Reunion
- 2012 – Ice Age 4 - Jorden skakar loss (röst)
- 2013 – Movie 43
- 2025 – Shifting Gears (TV-serie)